# 정발고등학교
정발고등학교(鼎鉢高等學校)는 대한민국 경기도 고양시 일산동구 마두동에 있는 공립 고등학교이다.

## 학교 연혁
- 1996년 1월 13일 : 12학급 설립 인가
- 1996년 5월 9일 : 준공(30실)
- 1997년 3월 2일 : 초대 김양수 교장 취임
- 1997년 3월 5일 : 개교 및 신입생 279명 입학
- 1998년 7월 15일 : 4층 증축 (교실 9, 특별실 3)
- 2000년 2월 16일 : 제1회 289명 졸업
- 2002년 3월 1일 : 신관 증축(18교실), 소강당
- 2020년 3월 1일 : 제9대 고병태 교장 취임
- 2023년 2월 10일 : 제24회 311명(12학급) 졸업(총 11,366명)
- 2023년 3월 2일 : 신입생 310명(11학급) 입학

## 참고 자료
- 정발고등학교 - 한국교육학술정보원 학교알리미